# Margarete von Bayern (1480–1531)

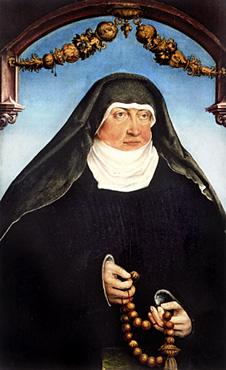
Margarethe von Bayern-Landshut

Margarete von Bayern (auch Margarete von Landshut; * 1480 in Burghausen; † 1531 in Neuburg an der Donau) war eine Äbtissin aus dem Hause Wittelsbach. Sie stand von 1509 bis 1521 dem Benediktinerinnenkloster in Neuburg an der Donau vor.
Margarete wurde 1480 in Burghausen als zweite Tochter Herzog Georgs von Bayern-Landshut und seiner Ehefrau Hedwig geboren. Ehepläne unter anderem mit dem späteren Landgrafen Wilhelm III. von Hessen wurden nicht verwirklicht, stattdessen trat sie mit dreizehn Jahren ins Dominikanerinnenkloster Altenhohenau ein und legte nach Ablauf des Probejahres am 14. Juli 1495 die Profess ab. Sie erhielt Dispens und zahlreiche Vergünstigungen in Bezug auf das Klosterleben und durfte sogar in einem eigenen Haus leben. Der Eintritt in das Kloster sollte das Erbe ihrer älteren Schwester Elisabeth und ihres Ehegatten Ruprecht absichern, sie wurde mit 16.000 Gulden von ihren potenziellen Erbansprüchen abgefertigt.
Nach dem Landshuter Erbfolgekrieg, in dessen Folge Altenhohenau an Bayern-München fiel, floh Margarete nach Wasserburg. Nach der Räumung Wasserburgs – dieses war nur pfandweise an die Pfälzer Linie übergeben worden – ging sie 1506 ins Benediktinerinnenkloster von Neuburg, da Neuburg die Residenzstadt ihrer beiden Neffen Ottheinrich und Philipp geworden war. Zu diesen beiden hatte Margarete ein enges Verhältnis. Margarete sollte eigentlich wieder in das Kloster Altenhohenau zurückkehren, dies kam aber für sie nicht in Frage, da dieses Kloster nun zum Herrschaftsgebiet von Bayern-München gehörte.
Wegen ihres eigensinnigen Handelns wurde Margarete mit dem Kirchenbann belegt; eine Eingabe an Papst Julius II. hatte eine päpstliche Bulle an den Augsburger Bischof zur Folge, in der ihr die Lösung des Banns und der Eintritt in das Neuburger Kloster in Aussicht gestellt wurde. Am 15. Mai 1508 erteilte der Kardinallegat Bernadin dem Augsburger Domherrn Vitus Meler das Recht, sie von allen Kirchenstrafen zu lösen. Ein Jahr später verzichtete die Neuburger Äbtissin Anna Gurrin auf Veranlassung des Freisinger Bischofs Philipp (Margaretes Onkel) auf ihr Amt und Margarete wurde am 2. Mai 1509 von den 25 Konventsschwestern zur neuen Äbtissin gewählt. Am 4. März 1510 verzichtete sie zugunsten ihrer Neffen gegen eine Leibrente von 500 Gulden auf ihren Erbanteil. Nach zwölf Jahren im Amt trat sie 1521 zurück, blieb aber in Neuburg. Sie starb 1531 als letztes Mitglied der Wittelsbacher Linie Bayern-Landshut und ist in der Klosterkirche begraben.